# CHRO-TV
CHRO-TV (connu en ondes sous le nom de CTV 2 Ottawa) est une station de télévision canadienne située à Pembroke, Ontario, dont ses studios sont situés à Ottawa, appartenant à Bell Media et faisant partie du système CTV 2. Elle est la station-sœur de CJOH-DT du réseau CTV.
CHRO couvre le grand territoire de l'Est de l'Ontario, la région québécoise de l'Outaouais et une partie du nord de l'État de New York aux États-Unis. Son antenne principale est située sur la tour Ryan au Camp Fortune à Gatineau.

## Histoire

### CBC
La station est entrée en ondes le 19 août 1961 sous le nom de CHOV en tant qu'affilié privé au réseau CBC appartenant à Gordon Archibald Ottawa Valley Broadcasting, alors propriétaire de CHOV AM. Une crise financière en août 1976 a laissé la station sans diffuser de contenu durant 6 jours. Ottawa Valley a vendu la station à J. Conrad Lavigne en 1977, qui a alors adopté les lettres d'appel CHRO-TV et ouvert un bureau des ventes à Ottawa. Les stations appartenant à Lavigne se sont ensuite regroupés sous le système MCTV en 1980.
En 1990, Baton Broadcasting a fait l'acquisition des stations MCTV. Puisque CHRO (CBC) est distribué par câble dans le marché d'Ottawa et Baton possédait déjà CJOH-TV (BBS) Ottawa, CHRO entrerait en compétition avec CBOT (CBC) de la Société Radio-Canada. Par contre, le marché de Pembroke est trop petit pour assurer ses revenus publicitaires, le marché d'Ottawa est essentiel à sa survie. Conséquemment, CHRO s'est désaffilié de CBC afin de s'affilier au réseau CTV. Le CRTC a imposé des conditions strictes sur la programmation afin d'éviter que Baton gagne un avantage sur l'auditoire d'Ottawa en diffusant des émissions à des heures différentes sur CHRO et CJOH. Baton est éventuellement devenu le seul propriétaire de CTV.

### The New RO
En 1997, CHUM Limited a fait un échange avec CTV pour les stations ATV de l'Atlantique. Après l'acquisition, CHUM a donné à CHRO le nom The New RO, faisant partie du nouveau système NewNet. Un ré-émetteur a été installé à Ottawa.
En février 2005, CHUM a centralisé la console principale de CHRO au 299 Queen Street West à Toronto, entraînant la perte de 19 emplois. Le système NewNet a été renommé A-Channel le 2 août 2005.
En juillet 2006, Bell Globemedia annonce son intention de faire l'acquisition de CHUM pour $1.7 milliard canadien, avec l'intention de se départir des stations A-channel et de garder Citytv. En avril 2007, Rogers accepte de faire l'acquisition de A-channel. Le CRTC approuve la transaction le 8 juin 2007 mais à la condition que CTV se départi de Citytv. Rogers Media achète Citytv et CTV garde A-Channel, incluant CHRO. La transaction est complétée le 22 juin.
À la suite de cette acquisition, CTV est propriétaire de deux stations anglophones privées offrant des nouvelles locales dans le marché d'Ottawa et faisant compétition aux nouvelles locales de CBOT.
Le 11 août 2008, A-Channel est devenu simplement /A\, accompagné d'un nouveau logo. Le 3 mars 2009, à la suite de problèmes financiers dus à la récession, CTV annule les bulletins de nouvelles sauf celle du matin, en majeure partie parce que la station-sœur CJOH est plus performante dans les cotes d'écoute.
Un incendie dans les studios de CJOH le 7 février 2010 force le déménagement de la station dans les studios de CHRO au 87 George Street à Ottawa.
Le 29 août 2011, le système /A\ devient CTV Two. Ce nouveau nom marque aussi le lancement du système en haute définition à la suite de la transition au numérique le 31 août 2011.

## Télévision numérique terrestre et haute définition
Après l'arrêt de la télévision analogique et la conversion au numérique qui a eu lieu le 1er septembre 2011, CHRO a cessé d'émettre en mode analogique dans la région d'Ottawa à minuit et a commencé à diffuser en mode numérique sur le canal 43 quelques minutes plus tard. L'antenne de Pembroke continue de diffuser en mode analogique pour l'instant.